# Harlech Castle

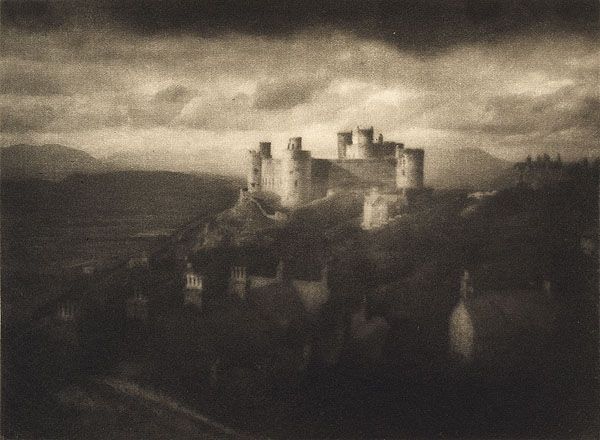
Foto door George Davison, 1909

Harlech Castle is een kasteel in Harlech, Gwynedd, Wales. Het is gebouwd boven op een klif dicht bij de Ierse Zee. Bouwkundig is het kasteel noemenswaardig vanwege het forse poorthuis.
Het kasteel is als onderdeel van de Kastelen en stadsmuren van King Edward in Gwynedd opgenomen op de Werelderfgoedlijst van de UNESCO.

## Geschiedenis
Bij de bouw van het kasteel waren zo'n 940 arbeidslieden betrokken, onder wie 227 steenhouwers annex metselaars, 115 delvers, 30 smeden en 22 timmerlieden.

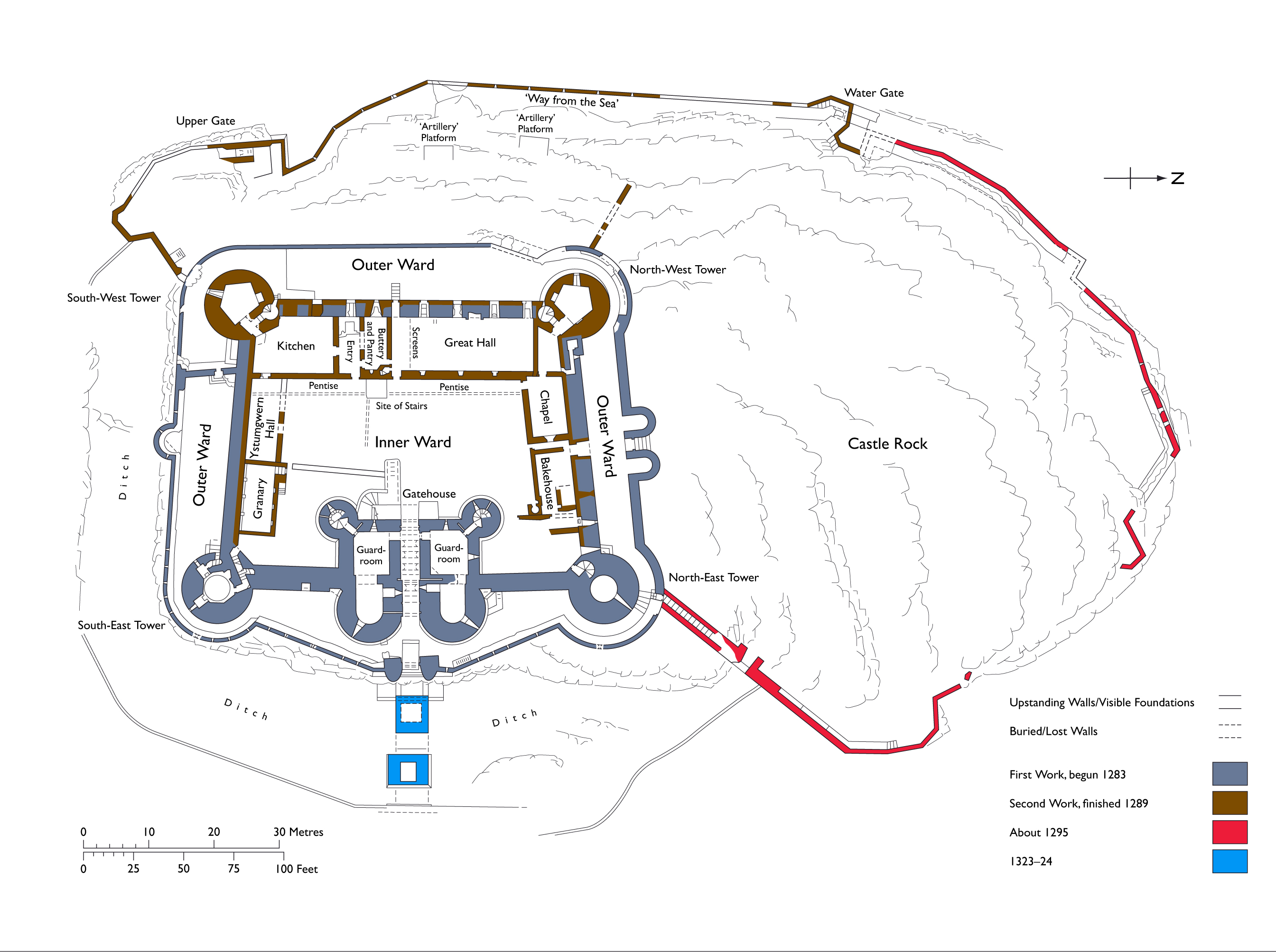
Kaart van het kasteel Harlech